# 赫盧博卡城堡

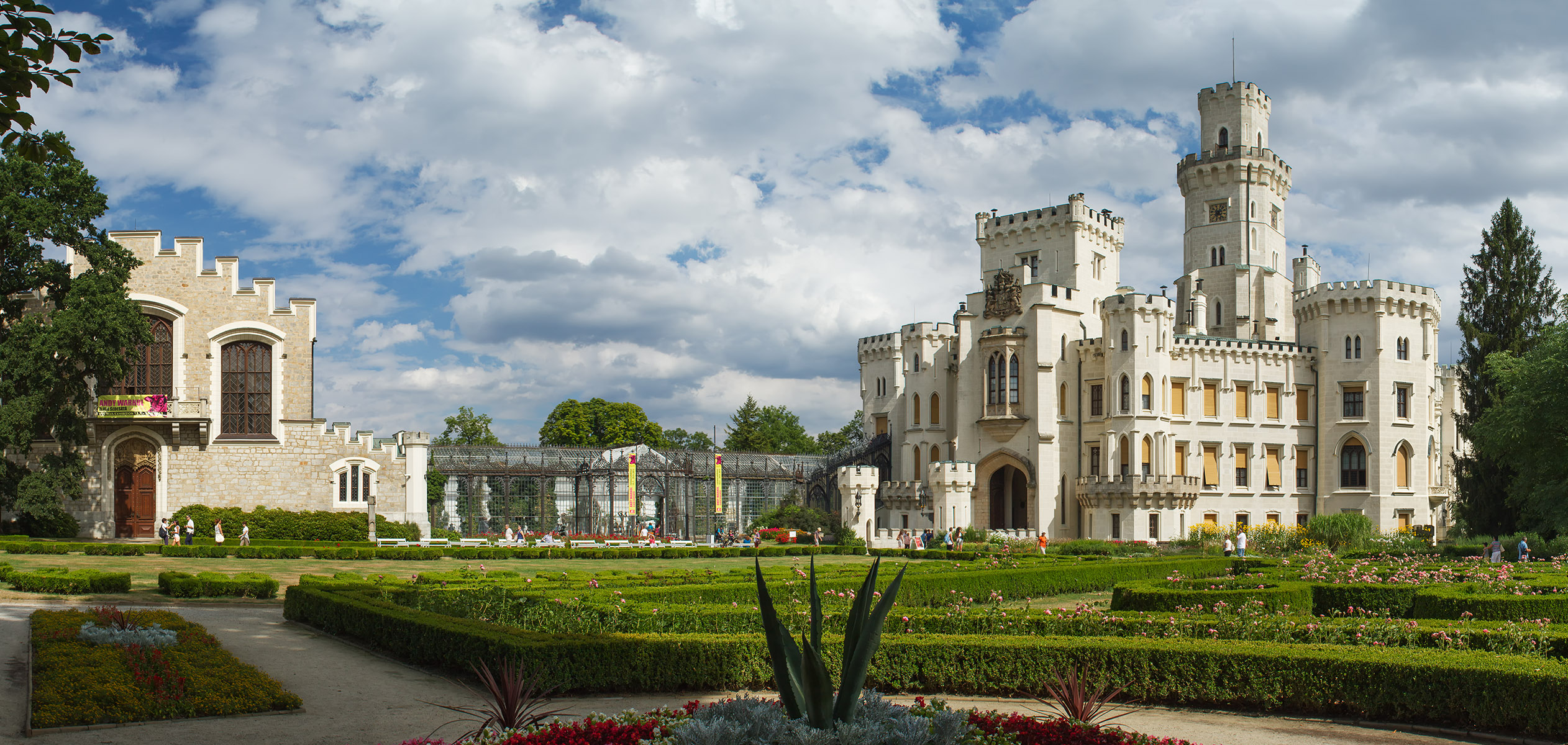
赫盧博卡城堡

赫盧博卡城堡（Hluboká Castle）是位於捷克城市伏爾塔瓦河畔赫盧博卡的一座城堡。赫盧博卡城堡被譽為是捷克最美麗的城堡之一。
赫卢博卡城堡始建于13世纪后半叶，一开始是普热米斯尔家族的财产，后于1662年被马洛维奇家族夺走。后因他们支持哈布斯堡家族的反对者，被迫转让给巴伐利亚的施瓦岑贝格家族。19世纪，城堡模仿英国温莎堡进行了重修。
城堡顶部有炮门垛口、景观花园，内部有会客室、餐厅、藏书室、埃莉奥诺拉公爵夫人套房等等。城堡在每年夏末举办音乐节，演奏民族音乐和爵士乐、室内乐等。